# 河合谷村
河合谷村（かあいだにむら）は、石川県羽咋郡に存在した村。
村名はこの地域の通称に依った。現在の河北郡津幡町の中では、令制国の区分においては唯一能登国に属していた地域であり、能登国の中では一番南に位置していた。「かわいだにむら」とも称した。

## 地理
- 現在の津幡町の最北部、大海川の上流部に位置する。東方は富山県に接する。全体的に宝達丘陵南部の丘陵地。
- 現在は国道471号がこの地域を通る。
- 川：大海川、瓜生川
- 山：三国山 (324m)、焼山、河合山、興津峠

## 歴史
- 1889年（明治22年）4月1日 - 町村制の施行により、羽咋郡大田村、下河合村、上河合村、牛首村及び瓜生村の区域をもって、羽咋郡河合谷村が発足する。
- 1926年（大正15年）4月1日 - 全村民による禁酒が始まる。
- 1948年（昭和23年）7月25日 - 集中豪雨により大海川が増水。橋が流される[2]。
- 1952年（昭和27年）4月1日 - 高松駅までの村営バスの運行が開始される。
- 1954年（昭和29年）5月16日 - 河北郡津幡町に編入する。村役場のあったあとには、河合谷ふれあいセンター（津幡町役場河合谷出張所）がある。

### 禁酒村
1926年（大正15年）の4月1日から、河合谷村の全村民が小学校建築費を捻出するために禁酒を行った。
詳細は津幡町立河合谷小学校を参照。